# Грязный рис
Грязный рис (англ. Dirty rice) — традиционное блюдо каджунской и луизианской креольской кухонь, приготовленное из белого риса, который приобретает тёмный «грязный» цвет из-за того, что его готовят с кусочками курицы (включая потрошки, желудки, печёнку) или утки, часто с добавлением свинины или говядины (допуская варианты в виде фарша), зелёным сладким перцем, сельдереем и луком и приправляют кайенским и чёрным перцами. Петрушка и зелёный лук также являются обычными добавками. Грязный рис наиболее распространён в креольских районах южной Луизианы; однако блюдо также массово готовят и в других регионах юга США, иногда с некоторыми вариациями в рецептуре, где оно называется «курицей с рисом», «каджунским рисом» или «рисовой заправкой».

## Происхождение
Самые ранние варианты грязного риса восходят к эпохе довоенного Юга в штате Луизиана, XIX века (1812—1861 годы), и являются важным блюдом кухни пищи для души юга США. В тот период люди, занимавшиеся работорговлей, привозили сельскохозяйственные культуры из Африки, а рабы знали, как выращивать их в колониях. Среди этих культур были батат, бамия, арахис, фасоль, лимская фасоль, арбуз и рис.

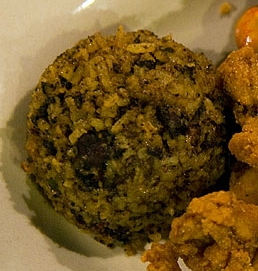
Грязный рис с жареным аллигатором

Привезённые в Луизиану рабы из Западной Африки широко потребляли рис в своём рационе. Они выращивали разные агрокультуры в условиях жаркого климата, часто на болотах и заливных лугах. В результате рисовые плантации стали крупным и прибыльным делом для землевладельцев Луизианы. Обилие риса снижало его стоимость, позволило сделать его массовым продуктом, доступным в том числе и для рабов. Наряду с кукурузой, бобами, сорго, суккоташем и зеленью, рис был одним из немногих видов пищи, которым рабы питались на плантациях. Рабам также отдавали субпродукты, кости и ливер животных, остававшихся после разделки туш. Обычно это были требуха, шеи, ноги, головы, уши, кости, хвосты и языки свиней, коров и кур. Из этих исходных продуктов рабы готовили еду, чтобы прокормить себя и свои семьи, и научились рецептам её кулинарной обработки, распространённым в их среде и сословии..
Субпродукты, которые давали рабовладельцы, были основными ингредиентами грязного риса. Часто блюдо готовили из сердец, печени, почек, желудков, ребер и ног скота с плантаций. Мясо сначала отваривали, тушили или жарили, а затем нарезали на мелкие кусочки, пока отдельно варился рис. Затем рис смешивали с этой мясной смесью, и «подливой» — соусом из густого бульона, получавшемся при варке или тушении мяса. Все соединённые ингредиенты на завершающем этапе приготовления немного доваривали или дотушивали, что придавало готовой пище «грязный» вид. Таким образом, «грязность» в названии блюда связана с заправкой риса мясной основой, особенно из куриных и прочих субпродуктов, традиционно включаемых в блюдо.
В 1800-х годах возникли негативные стереотипы, которые связывали чернокожих с определёнными продуктами и блюдами, такими как жареный цыпленок, читтерлингс, арбузы и грязный рис. Эти стереотипы имели разное происхождение, но Гражданская война в США сыграла значительную роль в их формировании и распространении. Эти негативные расистские представления были подкреплены оскорбительными изображениями в популярной культуре, такими как музыкальные шоу и коммерческий брендинг. Нарицательные имена, такие как «Uncle Ben’s» и «Aunt Jemima», являются примерами того, как корпоративные институты усиливают пагубные расистские ярлыки.

## Вариации

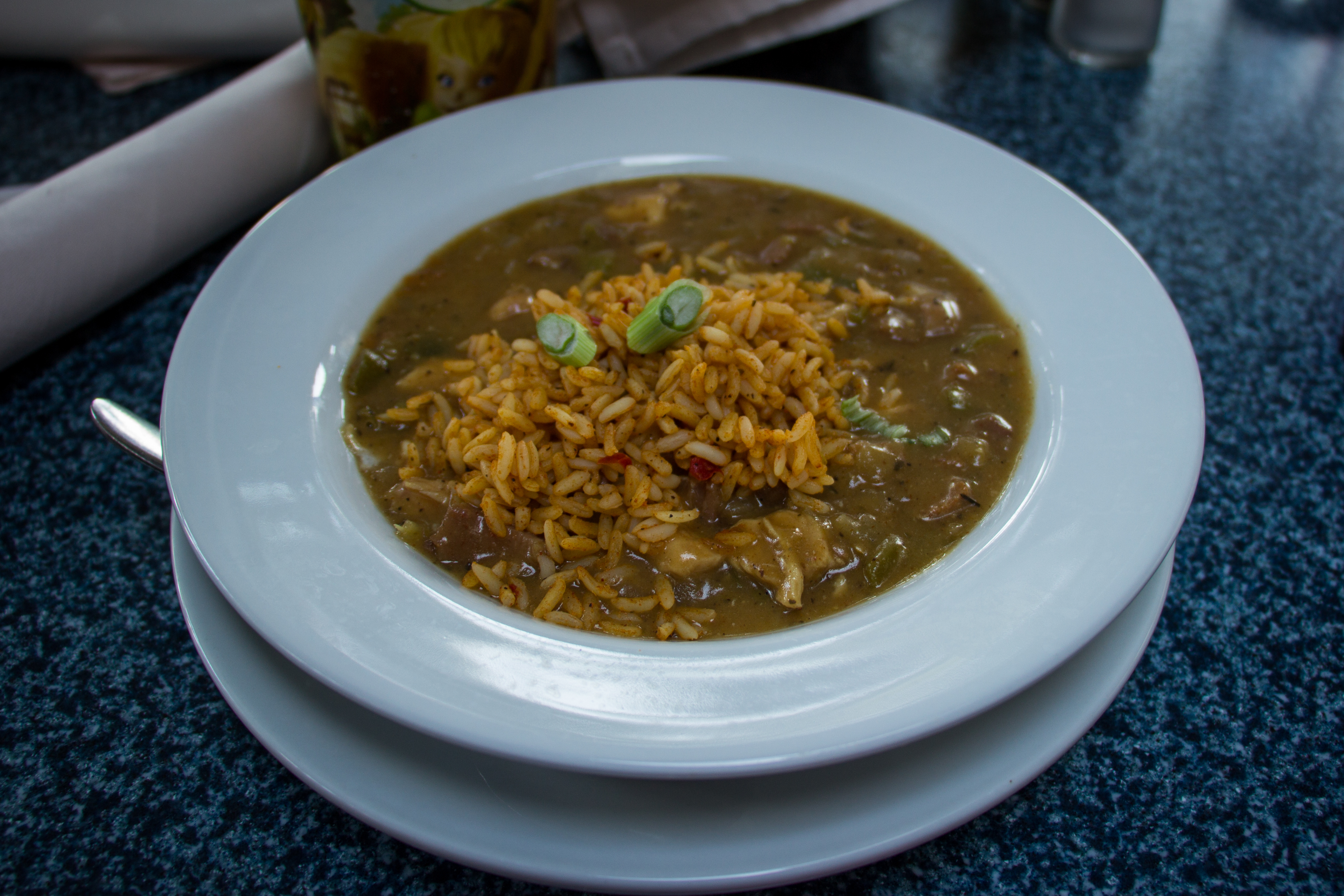
Новоорлеанский гамбо с грязным рисом

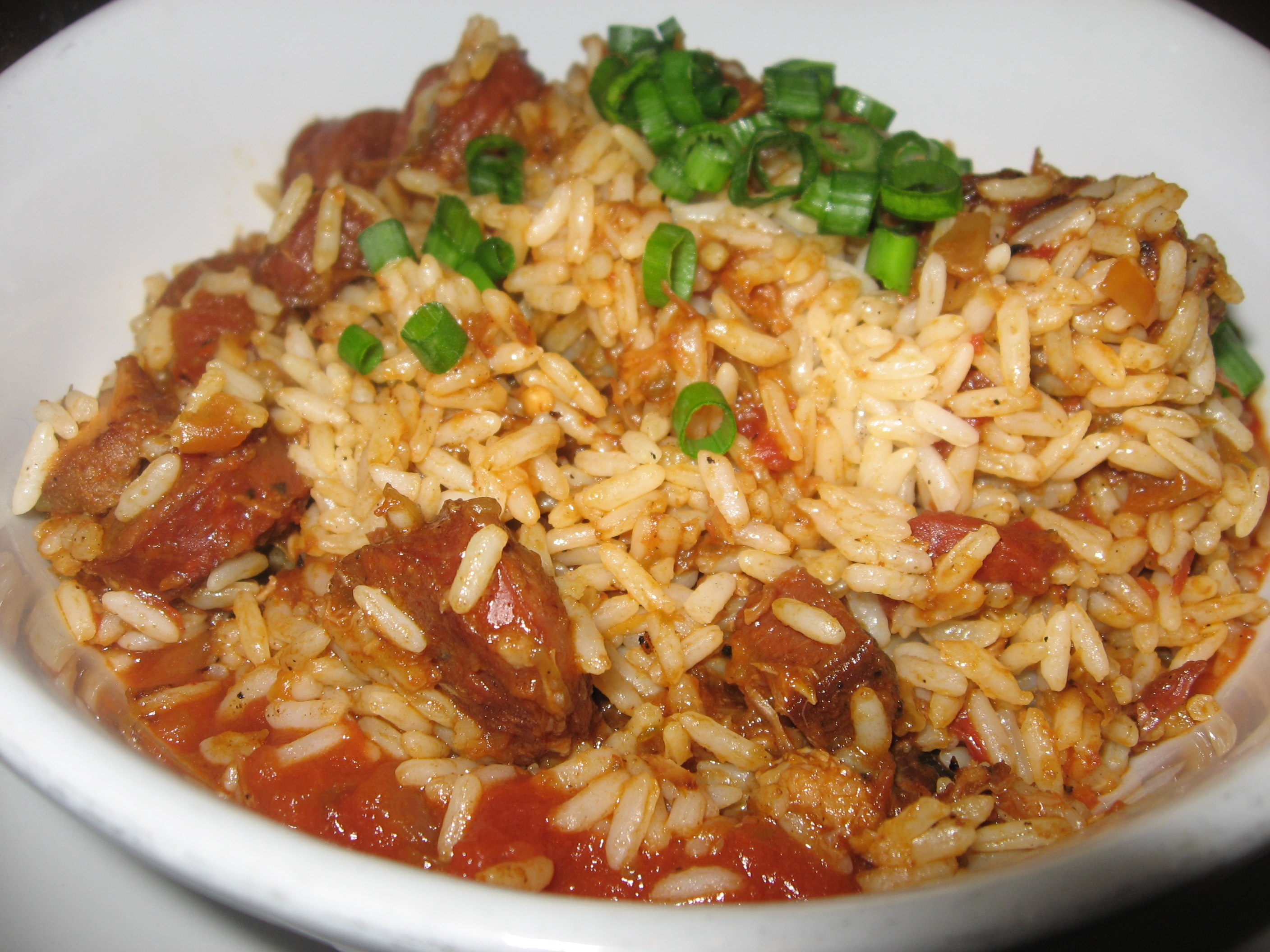
Джамбалайя — разновидность грязного риса

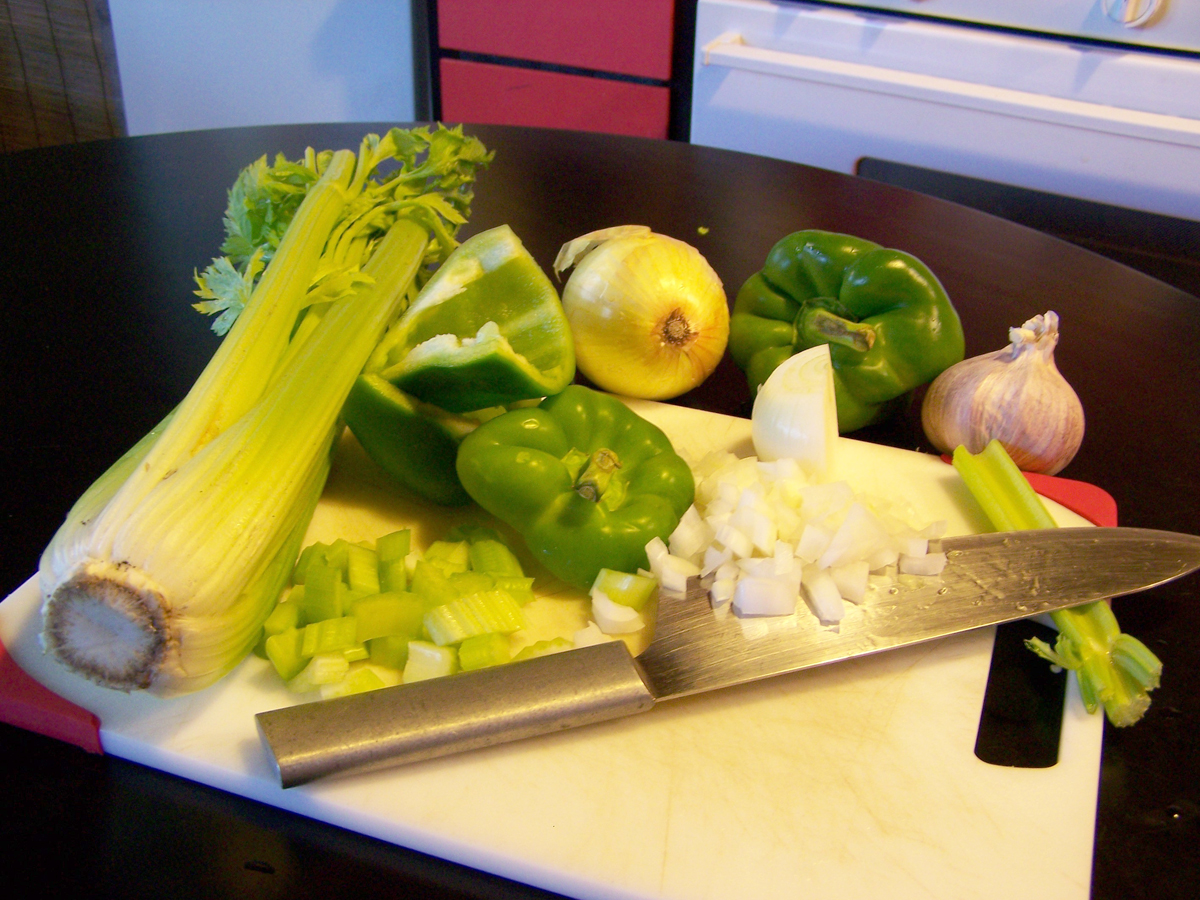
Перец, сельдерей и лук — «Святая троица (кулинария)» каджунской кухни — обязательные ингредиенты блюда

После отмены рабства в XIX веке «грязный рис» оставался традиционной едой освобожденных афроамериканцев, прежде всего из-за его доступности и простоты в приготовлении. В тот период это блюдо можно было назвать «едой бедняков». Помимо рабов такой рис ели белые фермеры, батраки и иммигранты-каджуны, которые также находились внизу социальной лестницы Южной Луизианы. Эти люди имели свои собственные земельные участки и охотились на диких животных, что существенно пополняло их стол и позволяло приготовить простые сытные блюда, включая грязный рис. Блюдо продолжало ассоциироваться с кухней небогатых жителей аграрного юга. По мере роста уровня жизни американцев росла доступность более дорогих ингредиентов для блюда. В рецепт всё чаще включались более качественные продукты, например, колбаса Андуй и говяжий фарш вместо куриной печени и свиного ливера.
Состав грязного риса заметно различается в зависимости от ингредиентов и не имеет единого строгого рецепта. Мясо или мясной фарш с рисом — обязательная составляющая основы блюда, но виды мяса различаются. Сочетание овощей в грязном рисе тоже не имеет постоянного состава, хотя перец, сельдерей и лук, которые называются в каджунской и луизианской креольской кухнях «святой троицей», добавляются практически всегда. Приправляют блюдо также весьма обильно: от обязательных соли и чёрного перца до более сложной смеси трав, специй, острых соусов и ароматизаторов. В блюдо также могут класться дополнительные специи, такие как лавровый лист, чеснок и кайенский перец.
Разновидность грязного риса — «рисовая заправка» (rice dressing), которая представлена многочисленно в региональных вариантах, обычно готовится из говяжьего или свиного фарша, а не из куриной печени и потрохов.
Также широко распространена вариация грязного риса — джамбалайя, ещё одно основное блюдо каджунской кухни. Отличия джамбалайи от грязного риса в том, что в ней присутствует курица и/или каджунские/креольские колбасы в качестве мясной составляющей. Джамбалайю гораздо реже готовят со свининой, но очень часто ― с морепродуктами, в основном с креветками. Джамбалайя всегда готовится с помидорами или томатной пастой, тогда как грязный рис обходится без этих ингредиентов.

## Современные варианты
Благодаря инициативам сторонников здорового питания рецепт претерпел некоторые изменения, которые включают использование фарша из индейки вместо свинины, а также приготовление блюда на растительных маслах вместо масел с высоким содержанием трансжиров. Кроме того, мясные субпродукты в значительной степени заменили лучшие куски говяжьего фарша, курицы и свинины.

## Другие названия
Грязный рис часто называют каджунским рисом в Луизиане и других частях Юга из-за исторической связи этого блюда с акадскими иммигрантами из Луизианы. Каджунский рис обычно включает в себя колбасу Андуй, болгарский перец, сельдерей и лук, а также смесь традиционных каджунских специй. В некоторых южных регионах его ещё называют рисовой заправкой. Рисовая заправка может быть приготовлена из говяжьего или свиного фарша, а не из куриной печени и потрохов.

## Популярность
Несмотря на свое «низкое» происхождение, грязный рис считается основным блюдом на юге Америки как пример «аутентичной» кухни Луизианы, креольской и каджунской кухонь. Блюдо подаётся в качестве основного блюда, а также в качестве гарнира. Часто комбинируется вместе с другими традиционными луизианскими блюдами, такими, например, как туффе и гамбо. Расфасованные смеси риса, овощей и специй продаются в продуктовых магазинах под такими ориентированными на традиционную кухню Луизианы брендами, как «Zatarain's», «Tony Chachere’s» и «Louisiana Fish Fry Products». Это блюдо обычно подают в туристических местах Луизианы и готовят популярные шеф-повара, в том числе знаменитый шеф-повар и ресторатор Нового Орлеана Эмерил Лагассе. Грязный рис подается в регионах по всему американскому Югу.